# Phon Na Kaeo (huyện)
Phon Na Kaeo (tiếng Thái: โพนนาแก้ว) là một huyện (amphoe) của tỉnh Sakon Nakhon, đông bắc Thái Lan.

## Lịch sử
Tiểu huyện (king amphoe) đã được lập ngày 1 tháng 4 năm 1991, khi bốn tambon Ban Phon, Na Kaeo, Na Tong Watthana and Ban Paen được tách ra từ Mueang Sakon Nakhon. Đơn vị này đã được nâng cấp thành huyện ngày 5 tháng 12 năm 1996.

## Địa lý
Các huyện giáp ranh (từ phía nam theo chiều kim đồng hồ) là: Khok Si Suphan, Mueang Sakon Nakhon và Kusuman của tỉnh Sakon Nakhon, Pla Pak, Huai Phueng và Wang Yang của tỉnh Nakhon Phanom.

## Hành chính
Huyện này được chia thành 5 phó huyện (tambon), các đơn vị này lại được chia ra thành 48 làng (muban). Không có khu vực đô thị, có 5 Tổ chức hành chính tambon.
| STT. | Tên              | Tên Thái | Số làng | Dân số |  |
| ---- | ---------------- | -------- | ------- | ------ |  |
| 1.   | Ban Phon         | บ้านโพน   | 8       | 6.378  |  |
| 2.   | Na Kaeo          | นาแก้ว    | 12      | 10.848 |  |
| 3.   | Na Tong Watthana | นาตงวัฒนา | 11      | 6.553  |  |
| 4.   | Ban Paen         | บ้านแป้น   | 10      | 6.957  |  |
| 5.   | Chiang Sue       | เชียงสือ   | 7       | 4.843  |  |